# كعكة التفاح
كعكة التفاح هي حلوى مشهورة تقدم مع المكون الأساسي وهو التفاح. يتم صنع مثل هذه الكعكة من خلال عملية تقطيع الفواكه الحلوه لإضافة نكهة إلى قاعدة الكعكة العادية. كعكات التفاح التقليدية تضيف خطوات أكثر بإضافة نكهات متعدده مثل جوزة الطيب أو القرفة، والتي تعطي نكهة فريدة. عند إضافة النكهات يمكن أن نضيف للخليط مكسرات مطحونة. وأكثرها شعبية عين الجمل و اللوز.
كعك التفاح الخاص بدورست وكعك التفاح الخاص بديفون وكعك التفاح الخاص بسومرست. جميع هذه المدن لها أصناف تقليديه من هذه الكعكة، وهناك من يضيف من هذه المدن عصير التفاح للوصفة، وإن كان العصر ليس ضروريًا.
يستعمل التفاح أيضًا بأصناف أخرى من الكعك، مثل كعك الشوكلاته، حيث أن التفاح مليء بالماء، لذا يحافظ على ليونة الكعك الجاف. في هذه الحالة التفاح من الممكن أن يستخدم في الحالتين، أسواء كان مجففًا أو طازجًا.

## كعكة التفاح البولندية
كعكة التفاح التي يطلق عليها szarlotka أو jabłecznik هي حلوى تقليدية مشهورة في بولندا. مصنوعة من عجينة السكر الحلوة وحشوة التفاح المتبلة. يمكن أن تغطى بالـ kruszonka (الفتات) أو الميرنغ أو السكر المطحون الناعم. أحياناً يمكن وضع طبقة من الـ budyń (نوع مختلف للكاسترد البولندي).

## كعكة التفاح الاسكندنافية
في اسكندنافيا، يصنع كعك التفاح من التفاح الحامض ويطهى في عجينة مصنوعة من السكر والزبدة والدقيق والبيض والباكينح باودر. يعلو سطح الكعكه التفاح والقرفة والسكر وبعض الأحيان يضاف اللوز المقطع.